# Панно кохання
«Панно кохання» (с укр. — «Госпожа любовь») — дебютный студийный альбом украинской певицы Таисии Повалий, выпущенный в 1995 году на лейбле Караван CD.

## Об альбоме
Заглавная песня с альбома была подарена Александром Ярёменко певице в начале 1990-х годов. С ней она получила Гран-при на конкурсе имени Владимира Ивасюка в Черновцах, через два месяца — Гран-при на «Славянском базаре» в Витебске. Позднее певица её перезаписывала для альбомов «Буде так» (2000) и «Ейфорія» (2020).
В 2005 году вышло переиздание альбома с добавлением концертной версии песни «Зоряний блюз». Она является украиноязычной кавер-версией песни «Звёздный блюз» написанной Игорем Корнилевичем на слова Игоря Мамушева и впервые прозвучавшей в исполнении Ларисы Долиной в телепередаче «Музыкальный ринг» в 1988 году.

## Отзывы критиков
Василлий Запарука из журнала «Рок-н-ролл» написал: «Вот что происходит, когда человеку дан Божий дар, и он (человек) не до конца понимает (и знает) что с ним делать. Записанный с привлечением ведущих отечественных авторов и специалистов, этот продукт в целом не оправдывает ожидания. Помещённый на CD материал страдает как с качественной, так и стилистической несбалансированностью. Рядом с такими жемчужинами как „Востаннє“ и „Залиш мене“ присутствуют некоторые совершенно проходные вещи. Впрочем, сама Тая своим творчеством подняла планку так высоко, что позволила нам прослушать её первый альбом таким вот образом. Безусловно гениальный материал, несомненно гениальная певица, откровенно не лучшая подборка песен».

## Список композиций
Оригинальный релиз
1. «Панно кохання» (Николай Бровченко, Александр Ерёменко) — 4:33
2. «Тримайся, друже» (Николай Бровченко, Евгений Ступка) — 3:51
3. «Востаннє» (Николай Бровченко, Олег Харитонов) — 5:17
4. «Жовтий лист» (Валерий Малышев) — 4:12
5. «Голос мій» (Николай Бровченко, Анатолий Карпенко) — 4:16
6. «Відлуння твоїх кроків» (Владимир Вознюк, Владимир Ивасюк) — 3:17
7. «Відчуття» (Александр Тищенко) — 4:21
8. «Чарівні сни» (Зиновий Филипчук, Игорь Перчук) — 5:12
9. «Солодка гра» (Александр Тищенко) — 3:49
10. «Залиш мене» (Александр Егоров) — 4:20
11. «Любові першої вогонь» (Николай Бровченко, Анатолий Карпенко) — 3:18
12. «Інша» (Николай Бровченко, Анатолий Карпенко) — 3:47
13. «Стиглі вишні» (Николай Бровченко, Евгений Ступка) — 3:58

Переиздание 2005 года
1. «Панно кохання» (Николай Бровченко, Александр Ерёменко) — 4:33
2. «Стиглі вишні» (Николай Бровченко, Евгений Ступка) — 3:58
3. «Любові першої вогонь» (Николай Бровченко, Анатолий Карпенко) — 3:18
4. «Залиш мене» (Александр Егоров) — 4:20
5. «Голос мій» (Николай Бровченко, Анатолий Карпенко) — 4:16
6. «Відлуння твоїх кроків» (Владимир Вознюк, Владимир Ивасюк) — 3:17
7. «Чарівні сни» (Зиновий Филипчук, Игорь Перчук) — 5:12
8. «Востаннє» (Николай Бровченко, Олег Харитонов) — 5:17
9. «Жовтий лист» (Валерий Малышев) — 4:12
10. «Зоряний блюз» (С. Поветря, Игорь Корнилевич) — 6:12
11. «Відчуття» (Александр Тищенко) — 4:21
12. «Солодка гра» (Александр Тищенко) — 3:49
13. «Тримайся, друже» (Николай Бровченко, Евгений Ступка) — 3:51
14. «Інша» (Николай Бровченко, Анатолий Карпенко) — 3:47

## Участники записи
- Аранжировка — Анатолий Карпенко (1, 3, 4, 6), Валерий Тишлер (10), Александр Егоров (10)
- Бэк-вокал — Таисия Повалий (1, 2, 4-10, 11, 13), Светлана Величенко (2, 13), Александр Егоров (10)
- Вокал — Таисия Повалий
- Продюсер — Игорь Лихута, Таисия Повалий
- Саксофон — Константин Кляшторный (13)